# 西沢隆二

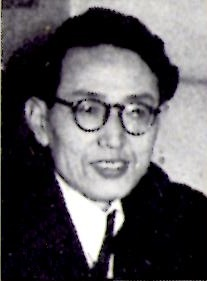
ぬやま・ひろし

西沢 隆二（にしざわ たかじ、1903年11月18日 - 1976年9月18日）は、日本の詩人・社会運動家、元日本共産党員。詩人としての筆名はぬやま・ひろし。エスペラントでの表記はNUJAMA HIROŜI。筆名の由来は、「のやまひろし」をエスペラントで表記したとき、「のやま」が「ぬやま」と聞こえることに由来している。日本共産党の幹部だったが、1966年に除名された。

## 経歴
実業家西沢吉治の子として兵庫県で生まれる。実際の生地は当時家族で暮らしていた台湾の基隆で、隆二の名は、兄の基一とともに、その地名に由来する。
第二高等学校中退。1930年に日本プロレタリア作家同盟（ナルプ）書記長となる。1931年8月に日本共産党に入党。1934年に治安維持法で逮捕・投獄。裁判で懲役6年の判決を下され満期後も予防拘禁とされたが、獄中に11年あって転向しなかった。
1945年の終戦時、西沢は府中刑務所内の東京予防拘禁所に徳田球一ら他の共産党員とともに拘禁されていた。終戦後もすぐには釈放されず、同年10月5日、連合国軍最高司令官総司令部による政治犯の釈放命令まで拘禁され続けた。
釈放後は、共産党の復興に尽力した。1940年代には党青対部長として青年運動・文化運動に熱中し、徳田球一の女婿であったこともあって、共産党の文化問題に関しての権威とされた。歌と踊りを活動に結びつける独自な運動を展開。「ダンス至上主義」「歌う（踊る）共産党」と呼ばれた。また、第22回衆議院議員総選挙や第1回参議院議員通常選挙に立候補している。その後、党中央委員なども務め、レッドパージ後に徳田ら所感派が中華人民共和国に渡って北京機関を組織したときには西沢もその一員となった。しかし、西沢は宮本顕治らの国際派への妥協を唱えて徳田と対立し、徳田からは義絶を宣言された。西沢は野坂参三と接近し、徳田が病気で昏睡状態になったあとに野坂とともに伊藤律を除名・幽閉した。徳田が余命幾ばくもないことを知った西沢は後継者について「宮本顕治は組織活動が全くわからず、志田重男は文化問題がわからない」として二人の協力による体制作りをすることを考えたと後に記している。この路線は1955年の日本共産党第6回全国協議会（六全協）で実現することになる。その後、日中共産党の路線対立（日中共産党の関係を参照）の際に、党の組織方針に従わずに1966年10月に中国派として安斎庫治らとともに除名され、福田正義ら率いる日本共産党（左派）に参加。毛沢東思想研究会を設立し、同会の機関誌毛沢東思想研究編集人となった。
詩人としては戦前から堀辰雄・中野重治・佐多稲子・窪川鶴次郎らとともに「驢馬」の同人となり、習作を発表していた。ナップに参加し初期プロレタリア詩の運動に大きな足跡を残したが、本格的にその名を知られたのは獄中で綴った詩を戦後公刊した詩集『編笠』以降である。「若者よ」「われらの仲間」など「歌う共産党」時代につくられた歌曲の作詞者でもあった。
1963年、「発表されなかった詩二編」を執筆し、当時病気療養中だった宮本顕治に手渡した。「勇気をふるい起こして前進しよう！-幹部会と書記局の同志たちに-」と「そのとき良心がマヒしてしまう-蔵原惟人に-」の二篇から構成されたこの詩を、西沢は「詩の形をかりた意見書」として手渡したが、党中央に黙殺されたとして「毛沢東思想研究」1966年12月号に公表した。対する日本共産党は、西沢の詩を党中央への「意見書」としては扱わず、「ただやたらに改行の多い字句がならんでいるだけの低劣な文章」と酷評し、徹底的に批判した。
ぬやまは、共産党の活動家としては必ずしも理論的なタイプではなく、むしろ詩人的な感性にうらづけられた独自な発想によって行動を起すところがあり、後年にはそうした態度が毛沢東盲従路線となって、党の指導から離反して土井大助などのかつての同志からも批判された。
晩年は正岡子規の研究にも励み、子規の妹律の養子で阪急電鉄の車掌・阪急百貨店の職員であった正岡忠三郎とは二高時代からの親友であった。こうしたことから講談社版の『子規全集』の編集委員にも名を連ねている。司馬遼太郎とも交友があり、1979年から翌年にかけて連載された司馬の小説『ひとびとの跫音』では正岡と西沢が主人公として登場する。
また敗戦から間もない時期に、夫婦で腕を組んで歩き、年齢に関係なく名前で呼び合っていた。

## 家族
兄に西沢基一、弟に松丸志摩三（西沢吉治#家族を参照）

## 主な作品

### 著作
- 『詩集編笠』日本民主主義文化聯盟 1946年、のち三一新書 1956年 - 「若者よ」などが収められている。
- 『赤サビ物語』 ひろしぬやま 暁明社 1948年
- 『愛情の問題』 正続 冬芽書房・日本青年共産同盟出版部 1949年 、『青年運動における愛情の問題』三一新書 1956年
- 『ひろしぬやま詩集』 冬芽書房 1950年、弘文堂(アテネ文庫) 1954年
- 『働く若者よ誇り高く』 1－3部 新日本出版社・週刊わかもの社 1959年‐1962年
- 『発表されなかった詩二編』（1963年） - 「毛沢東思想研究」1966年12月号に収録。
- 『愛国の書』五同産業出版部（1971年） - 「毛沢東思想研究」1971年1-2-3月号付録。
- 『ぬやま・ひろし選集』全10巻、グラフわかもの社 1963年-1965年

### 映画
- 『チョンリマ（千里馬）―社会主義朝鮮の記録―』（1964年） - 製作 ぬやまひろし